# Alex Lowes
Ne pas confondre avec Sam Lowes, son frère jumeaux, également pilote de moto.
Alexander Thomas "Alex" Lowes, né le 14 septembre 1990 à Lincoln (Lincolnshire), est un pilote de vitesse moto britannique, frère jumeau de Sam Lowes également pilote de vitesse moto.
Il est le champion 2013 du British Superbike Championship.
En 2016, il gagne avec ses coéquipiers  Katsuyuki Nakasuga et Pol Espargaro, les 8 Heures de Suzuka.